# Friulowie
Friulowie (Furlanie) – romańska grupa etniczna, zamieszkująca w północno-wschodnich Włoszech, głównie w autonomicznym regionie Friuli-Wenecja Julijska (dawne prowincje Udine, Pordenone i część Gorycji). W 1990 roku ich liczebność wynosiła ponad 600 tysięcy osób, co czyni Friulów najliczniejszą z grup Retoromanów. Posługują się językiem friulskim z grupy języków retoromańskich, w użyciu jest także język włoski.
Do tradycyjnych zajęć Friulów, wciąż grających dużą rolę w gospodarce regionu, zalicza się rolnictwo i uprawa winorośli na nizinach oraz hodowla bydła i pasterstwo na obszarach alpejskich.

## Historia
W kształtowaniu się Friulów jako grupy etnicznej na przestrzeni wieków brało udział wiele ludów. Początkowo byli to starożytni Retowie i Celtowie, później Rzymianie i Germanie. W XI wieku powstało niezależne księstwo Friuli. Od XVI wieku Friulowie dostali się pod panowanie Wenecji, co zapoczątkowało okres ich italianizacji. W pierwszej połowie XIX wieku zostali włączeni do Austrii, a w 1866 roku do zjednoczonych Włoch. W XX wieku nastąpiło odrodzenie tożsamości etnicznej Friulów, początkowo w oparciu o wspólnotę językową, od lat 80. także narodową.